# Губін
Губін (пол. Gubin, нім. Guben) — місто в західній Польщі, на річці Любша. Належить до Кросненського повіту Любуського воєводства.

## Назва
Етимологія назви міста достеменно невідомо, є припущення, що ймовірно, походить від іменника лужицького «guba» — губа, рот, гирло (річки). Назва міста неодноразово видозмінювалося: Gubo (1207), Gubin (1211), Gobyn (1341), Gubnn (1516).

## Історія
Перші згадки про поселення сягають XIII століття. Так, в одному з документів, підписаних Генріхом I, йдеться про безмитну доставку солі з Губіна.
Після Другої світової війни місто було поділено, внаслідок чого правобережна частина під назвою Губін увійшла до складу Польщі, а лівобережна під назвою Губен залишилася у складі Німеччини.

## Демографія
Демографічна структура станом на 31 березня 2011 року:
|          | Загалом | Допрацездатний вік | Працездатний вік | Постпрацездатний вік |
| -------- | ------- | ------------------ | ---------------- | -------------------- |
| Чоловіки | 8209    | 1586               | 5939             | 684                  |
| Жінки    | 8863    | 1551               | 5368             | 1944                 |
| Разом    | 17072   | 3137               | 11307            | 2628                 |

## Міста-побратими
Губін побратим з:
- Губен, Німеччина
- Квідзин, Польща
- Лаатцен, Німеччина
- Пакш, Угорщина